# Comté de Clark (Illinois)
Pour les articles homonymes, voir Comté de Clark.
Le comté de Clark est un comté situé dans l'État de l'Illinois, aux États-Unis. En recensement de 2010, sa population est de 16 335 habitants. Son siège est Marshall.

## Démographie

Pyramide d'âge du comté de Clark (en 2000).

Lors du recensement de 2010, le comté comptait une population de 16 335 habitants. Elle est estimée, en 2016, à 15 938 habitants.